# 俄罗斯最高统治者

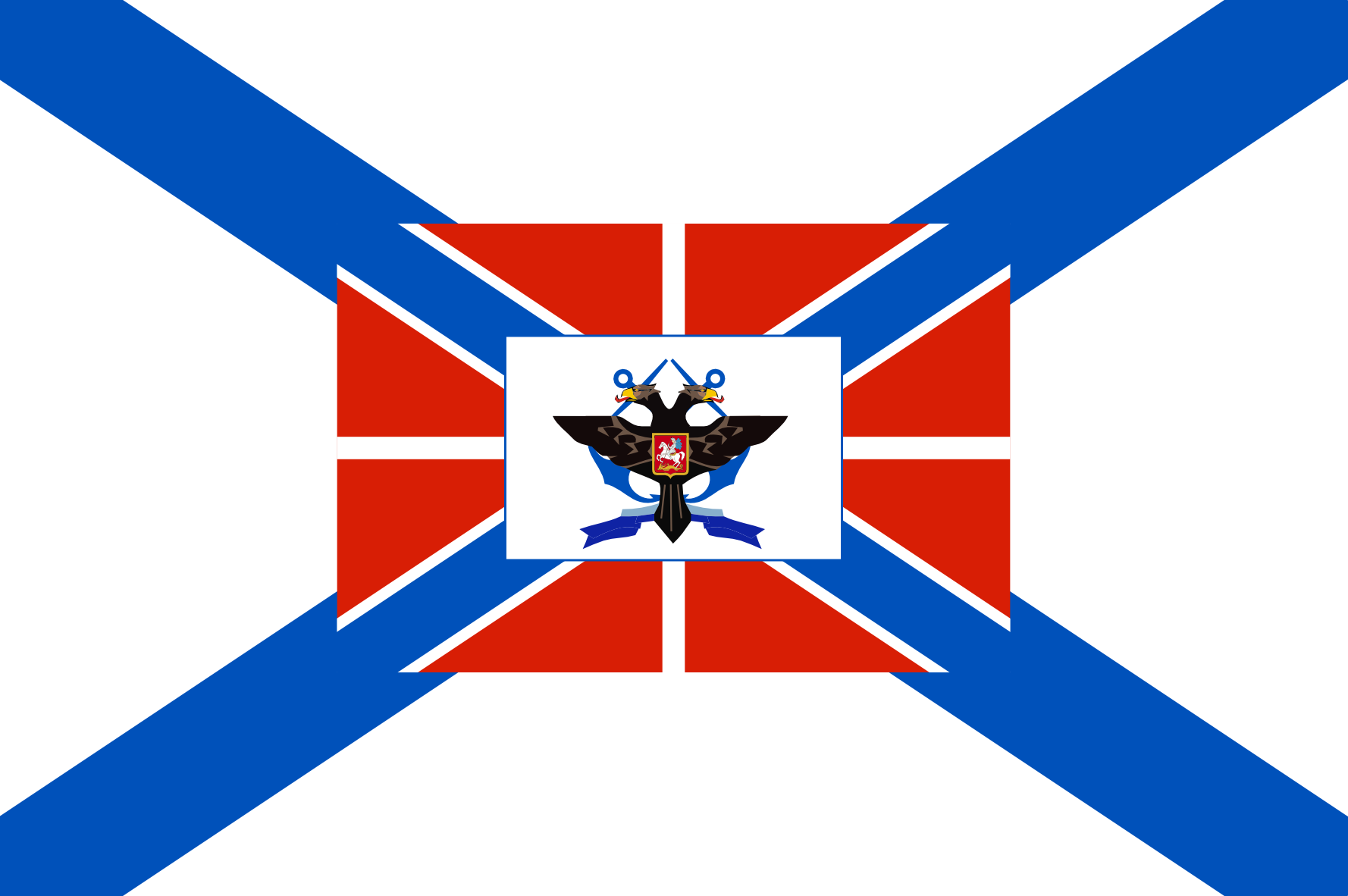
俄羅斯最高統治者旗幟

俄罗斯最高统治者（俄语：Верховный правитель России）是俄国白军在俄国内战期间建立的反布尔什维克政權俄羅斯國的国家元首和军队总司令。在1918年11月至1920年4月间，各路俄国白军军队在名义上全部归俄罗斯国政府指挥，该政府声称自身为俄罗斯唯一合法政府。在俄罗斯最高统治者职位存在的绝大部分时间里，海军上将亞歷山大·高爾察克都是唯一任职者，也是唯一正式拥有头衔、行使职责的人。